# Rosoliemolen
Een rosoliemolen is een door paarden aangedreven oliemolen.
Er is een rosoliemolen in Zieuwent, de Rosoliemolen (Zieuwent). De Rosmolen Erve Kots staat in Lievelde en is ook een rosoliemolen.